# Andesaurus delgadoi
Andesaurus delgadoi ("Delgados ödla från Anderna") är en art av dinosaurier som tillhör släktet Andesaurus, en andesaurid inom gruppen Titanosauria från mellersta delen av kritaperioden i det som idag är Sydamerika. I likhet med de flesta sauropoder torde Andesaurus ha haft ett litet huvud i änden av en lång hals samt en ungefär lika lång svans. Andesaurus beräknas ha varit 35–40 meter lång och med en vikt på minst 80 ton. Därmed var den ett av de största landdjur som vetenskapen känner till, i likhet med många andra av dess släktingar, som inkluderar de största djuren som någonsin funnits på jorden. Bland nära släktingar kan nämnas Argentinosaurus, Argyrosaurus, Paralititan och Titanosaurus, som alla var enorma dinosaurier. Dock är de mest ursprungliga grupperna av titanosaurier, som Saltasauridae, bland de minsta av alla sauropoder, bland dem Saltasaurus. Därmed är det troligt att de enorma storlekarna uppnåddes bland de mer basala medlemmarna i kladen (Novas o. a., 2005).

## Namn
År 1991 namngav paleontologerna Jorge Calvo and José F Bonaparte släktet Andesaurus, ett namn som hänvisar till Anderna, där fossil av arten hittades, och som inkluderar det grekiska ordet σαυρος/sauros, vilket betyder 'ödla'. Andesaurus fossil hittades av Alejandro Delgado, och det är efter honom den enda kända arten i släktet, A. delgadoi, är döpt.

## Fynd
Det enda kända materialet efter Andesaurus är ett fragmentariskt skelett som består av en serie av fyra ryggkotor från de nedersta delarna av ryggen, samt 27 svanskotor som delas upp i två serier om 9 respektive 18 stycken från separata platser i svansen. Man har också hittat delar av bäckenbenet, i form av två sittben och ett blygdben. Dessutom har fragment efter revbenen och icke kompletta överarmsben och lårben hittats. Dinosaurien är en i raden bland jättelika titanosaurider som hittats under 1990-talet och början av 2000-talet, och samtliga är bland de största dinosaurier som någonsin hittats. Även om få fynd har gjorts finns det ingenting som motsäger att Andesaurus, liksom andra titanosaurider och sauropoder, var ett utpräglat flockdjur. Trots djurens kolossala storlek blev de förmodligen ändå jagade av flockar av allosaurider som till exempel Mapusaurus och Giganotosaurus - två av världens allra största kända rovdinosaurier.
De fossila lämningarna hittades i Candeleros-formationen, den äldsta formation inom Neuquén-gruppen i Neuquén, Argentina. Denna formation dateras tillbaka till mellan yngre aldbian och äldre cenomanian under äldre krita, eller runt 112 till 94 miljoner år sedan. För det mesta representerar Candeleros ett urgammalt flodsystem, och tillsammans med Andesaurus har man också funnit fossil efter theropoder som Buitreraptor och den enorma Giganotosaurus. Man har också hittat ej besläktade sauropoder som till exempel Limaysaurus.

## Uppbyggnad
Andesaurus karaktäriseras av flera primitiva drag eftersom den var den mest basala kända medlemmen i Titanosauria. Denna klad har faktiskt definierats innehålla Andesaurus, Saltasaurus, deras nyaste vanliga förfäder och alla deras ättlingar (Salgado o. a., 1997; Wilson & Upchurch, 2003). De mest framstående primitiva dragen är lederna mellan dess svanskotor. Bland de flesta härledda titanosaurier är svanskotorna ledade med kulleder, det vill säga med ena änden kulformat och en sockelformad andra ände (procoelös svanskota). Men hos Andesaurus är båda ändarna av kotorna flacka (amfiplatiska kotor), precis som hos många sauropoder utanför Titanosauria. Andesaurus själv karaktäriseras bara av ett enda drag som kan kombinera den med de andra titanosaurierna, och det är de höga utskotten på ryggkotorna. Därmed krävs vidare efterforskningar angående deras klassificering (Upchurch o. a., 2004).